# Hell Fest
Hell Fest is een Amerikaanse slasher-film uit 2018, geregisseerd door Gregory Plotkin. De hoofdrollen worden vertolkt door Amy Forsyth, Reign Edwards, Bex Taylor-Klaus en Tony Todd.

## Verhaal
Natalie besluit samen met haar vriendin Brooke en vriend Taylor tijdens Halloween naar Hell Fest te gaan, een attractiepark in horrorsfeer. Mensen worden ter vermaak bang gemaakt door gemaskerde figuren. Er is echter een gemaskerde moordenaar die gebruik maakt van de anonimiteit van de vele gemaskerde personages en daarmee Natalie en haar vrienden de hele avond terroriseert.

## Rolverdeling
| Acteur           | Personage           |
| ---------------- | ------------------- |
| Amy Forsyth      | Natalie             |
| Reign Edwards    | Brooke              |
| Bex Taylor-Klaus | Taylor Ann Smythe   |
| Christian James  | Quinn               |
| Matt Mercurio    | Asher               |
| Roby Attal       | Gavin               |
| Tony Todd        | The Barker          |
| Michael Tourek   | Beveiliger          |
| Courtney Dietz   | Britney             |
| Elle Graham      | The Other's dochter |
| Stephen Conroy   | The Other           |
| Daniel Wilson    | Parkeigenaar        |

## Productie
In december 2011 begon CBS Films met onderhandelingen over de film met Neil Marshall als regisseur. Er werden ideeën geopperd voor een jaarlijkse filmreeks, zoals Paranormal Activity en Saw. In de zomer van 2012 werd Gale Ann Hurd als producer aangesteld. In januari 2013 werd Gary Dauberman aangesteld om een eerder script van William Penick en Chris Sey verder te polijsten. Marshall zou later de regie verlaten en vervangen worden door Jennifer Lynch in augustus 2016. In april 2017 nam Gregory Plotkin het stokje over van Flynch en zouden de opnames beginnen in de winter van 2016. Seth M. Sherwood werd aangesteld als screenwriter na zijn werk voor  virtuele werkelijkheid horrorfilm Black Mass. Akela Cooper en Blair Butler zorgden voor herschrijvingen van het script.
De opnames begonnen in Atlanta, Georgia in februari 2018 en werden afgerond op 13 april 2018.

## Release
Hell Fest werd uitgebracht op  28 september 2018. De film bracht US$ 11,1 miljoen in de Verenigde Staten en Canada op en US$ 7 miljoen in de rest van de wereld. In totaal bracht de film daarmee US$ 18,1 miljoen op tegenover een budget van US$ 5,5 miljoen.
In de Verenigde Staten en Canada werd de film tegelijkertijd met de films Smallfoot, Night School en Little Women en bracht 5 tot 6 miljoen Amerikaanse dollar op in het openingsweekend. De film werd in 2293 bioscopen vertoond in het openingsweekend.
Op 8 januari 2019 werd de film als DVD, Blu-Ray en Ultra HD door Lionsgate.